# ساندر کوردل
ساندر کوردل (انگلیسی: Sander Cordeel؛ زادهٔ ۷ نوامبر ۱۹۸۷) دوچرخه‌سوار اهل بلژیک است.
از باشگاه‌هایی که در آن بازی کرده‌است می‌توان به ورانداس ویلمز–کرلان و تیم لوتو–سودال اشاره کرد.